# James S. Brown
James Sproat Brown, född 1 februari 1824 i Hampden i Maine, död 15 april 1878 i Chicago i Illinois, var en amerikansk demokratisk politiker. Han var borgmästare i Milwaukee 1861–1862 och ledamot av USA:s representanthus 1863–1865.
Brown studerade juridik och var verksam som advokat i Milwaukee. Han tillträdde 1848 som Wisconsins justitieminister och efterträddes 1850 av S. Park Coon. År 1861 efterträdde han William Pitt Lynde som Milwaukees borgmästare och efterträddes 1862 av Horace Chase. År 1863 efterträdde han John F. Potter som kongressledamot och efterträddes 1865 av Halbert E. Paine.
Brown avled 1878 i Chicago och gravsattes på Forest Home Cemetery i Milwaukee.